# Gran Llanura y Norte
Gran Llanura y Norte (en húngaro: Alföld és Észak   ) es una región estadística ( NUTS 1) de Hungría. Comprende las regiones NUTS 2 del norte de Hungría, la Gran Llanura del Norte y la Gran Llanura del Sur.

## Regiones y condados
Hay nueve condados en Gran Llanura y Norte, que se encuentran en tres regiones estadísticas:
- Hungría del norte (HU31) ( condado de Borsod-Abaúj-Zemplén, condado de Heves y condado de Nógrád )
- Gran Llanura del Norte (HU32) ( condado de Hajdú-Bihar, condado de Jász-Nagykun-Szolnok y condado de Szabolcs-Szatmár-Bereg )
- Gran Llanura Sur (HU33) ( condado de Bács-Kiskun, condado de Békés y condado de Csongrád )

El norte de Hungría y el norte de la Gran Llanura a menudo se denominan juntos Nordeste de Hungría.

## Geografía
Destacan las montañas del norte de Hungría y la Gran Llanura.
Los parques nacionales de la región incluyen el parque nacional Bükk y el parque nacional Hortobágy .

## Turismo

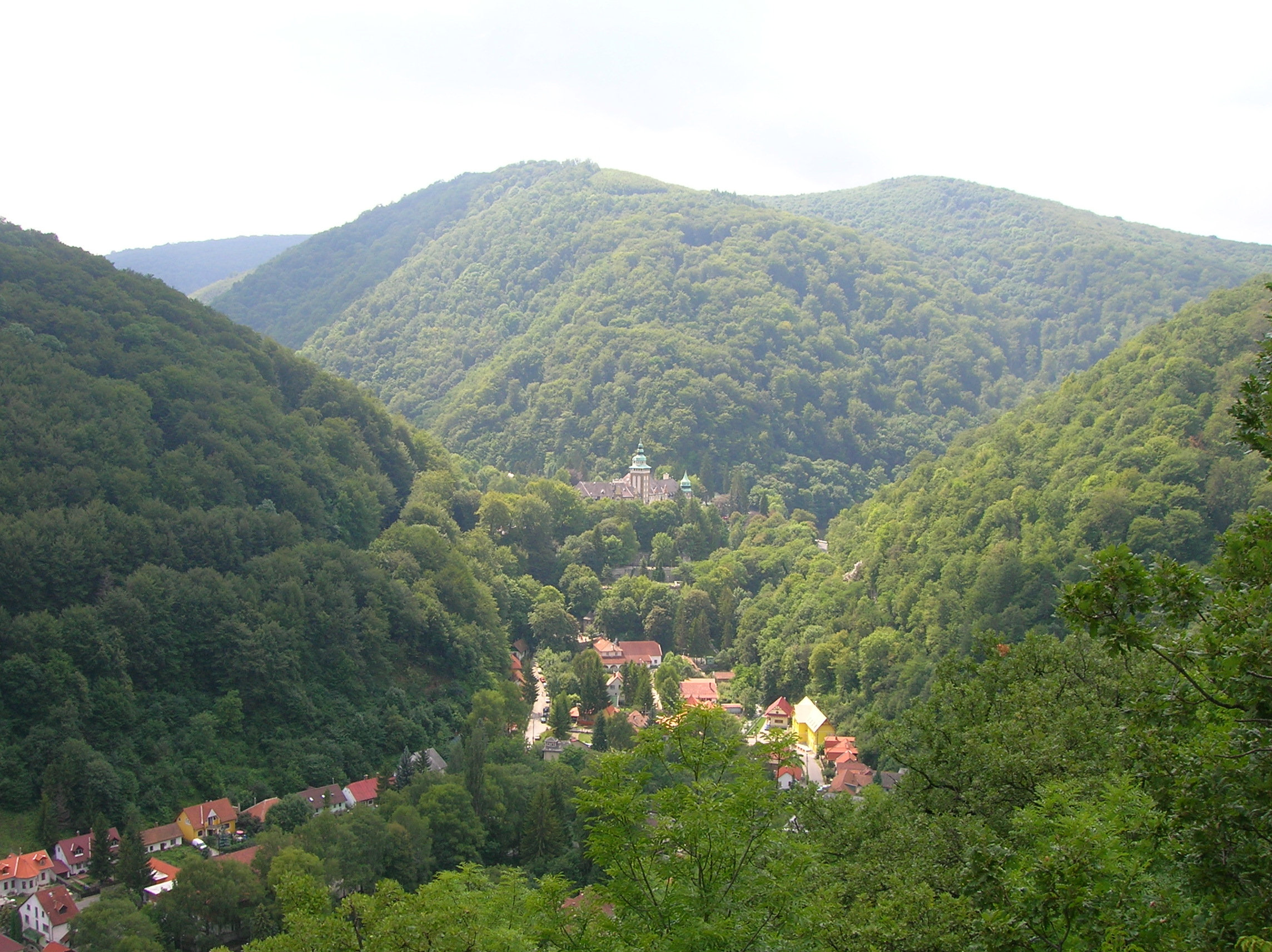
Lillafüred

Hay cuatro regiones turísticas en Gran Llanura y Norte. El lago Tisza y sus alrededores es una región excepcional, ya que no forma parte de las NUTS .
Las cuatro regiones son:
- Hungría del norte
- Gran Llanura del Norte
- Lago Tisza
- Gran Llanura Meridional

### Monumentos por región

#### Hungría del norte
Las ciudades turísticas más importantes son Eger, Miskolc, Sárospatak, Pásztó, todas famosas por sus vinos y balnearios. Tokaj y Hollókő forman parte del Patrimonio de la Humanidad. Hay muchos castillos medievales y ruinas de otros, como el castillo de Boldogko, castillo de Diósgyőr, castillo Fuzer, castillo Sárospatak , castillo Szerencs, las fincas del castillo de Szécsény y el castillo de Hollókő. Las montañas Mátra y las montañas Bükk brindan muchas oportunidades para practicar senderismo, y hay áreas de paisaje pintoresco en Lillafüred y el parque nacional Aggtelek. Las cuevas de Bükk que contienen muchas estalagmitas y estalactitas .

#### Gran Llanura del Norte

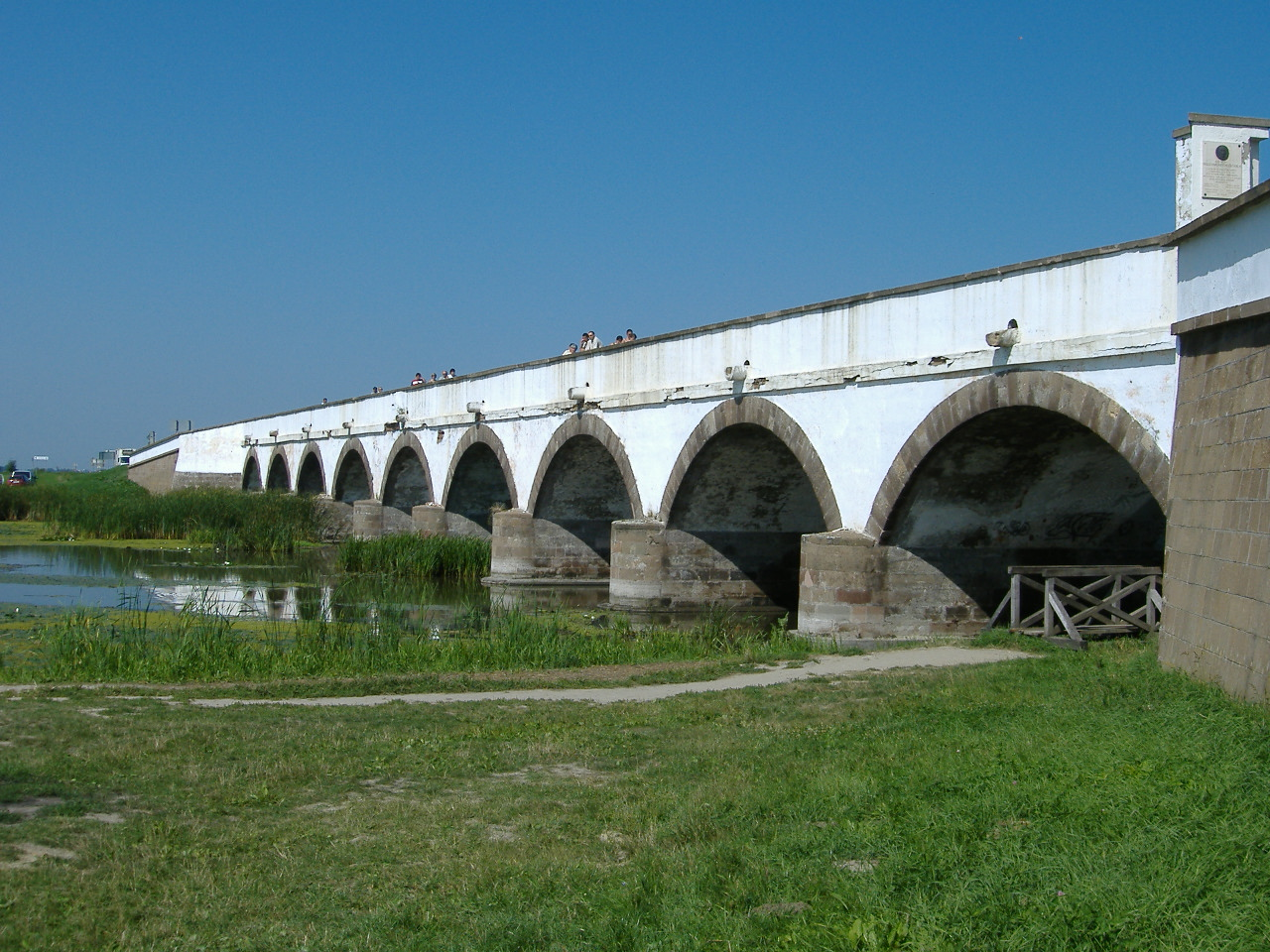
El puente de los Nueve Arcos del parque nacional Hortobágy

Los sitios turísticos más importantes son la sede regional de Debrecen con sus monumentos antiguos y el parque nacional de Hortobágy. Nyíregyháza y Nyírbátor tienen centros históricos. Nyíregyháza y sus suburbios tienen algunas vistas interesantes, por ejemplo, el museo al aire libre, el parque safari y el ferrocarril para niños Nyírvidék. Hay iglesias extraordinarias en Csaroda y Tákos .

#### Gran Llanura Meridional
Los lugares de interés turístico de la zona incluyen la propia Gran Llanura, su paisaje, granjas, las tradiciones y los monumentos y museos de las ciudades, especialmente Szeged, la sede regional, Gyula, Kecskemét, Kalocsa, Szentes, Hódmezővásárhely y Baja. Los paisajes más importantes de la región incluyen el Parque del Patrimonio Nacional de Ópusztaszer, el Castillo de Gyula, la yeguada en Mezőhegyes y las bodegas de Hajós. Otras atracciones incluyen la Reserva Natural de la Avutarda en Dévaványa, la Llanura de Bugac y el parque nacional Mártély .
El festival más popular de la región son los Juegos al aire libre de Szeged, con recreaciones históricas y deportes antiguos como el tiro con arco. 